# 吴提
吴提（？—444年），郁久闾氏，号敕连可汗，為5世纪蒙古高原一帶古國柔然的第五任君主。
吴提為大檀之子，429年继位。431年，和北魏通好。北魏延和三年（434年）二月，北魏太武帝以西海公主妻之，又纳吴提妹郁久闾氏为夫人。他派哥哥秃鹿傀率领数百人到北魏献马二千匹。436年，和北魏绝和，发兵南下，还在西域进行争夺。439年，率军攻至今山西省右玉县西南的七介山，北魏京城平城震动。后方被北魏将领嵇敬、建宁王拓跋崇击破，他的哥哥乞列归、伯父他吾无鹿胡等五百将领被魏军所俘，万余人阵亡，于是被迫撤退，同盟的北凉也被北魏消灭。443年，魏太武帝四路攻击柔然，柔然在鄂尔浑河大败。444年9月，吴提逝世。其子吐贺真即位。

## 影視形象
- 2013年电视剧《花木兰传奇》：何建泽饰吴提